# 毛叶欧李
毛叶欧李是蔷薇科李属的植物，为中国的特有植物。分布于中国大陆的河南、陕西、山西、宁夏、甘肃、河北等地，生长于海拔400米至1,600米的地区，常生于山坡阳处、灌丛中和荒草地上，目前尚未由人工引种栽培。

## 别名
显脉欧李（华北经济植物志要） 脉欧李（拉汉种子植物名称）